# Tidsskriftet Kulturinformation
Tidsskriftet Kulturinformation beskæftiger sig med kultur i Danmark og i udlandet. Magasinet havde sin første udgivelse i efteråret 2019 og fortsætter med tre årlige udgivelser: Forår, Sommer og Vinter.

## Formål
Formålet med det 84 siders katalog i 5A-format er gratis kulturformidling fra ind- og udland. En række skribenter, journalister, anmeldere og forfattere bidrager med stof.

## Indhold
Tidsskriftet indeholder anmeldelser af kunst, litteratur, film, arkitektur, musik, udstillinger og teater. Endvidere bringes der rejsebeskrivelser, interviews, klummer og kronikker.

## Bidragsydere
Blandt bidragsyderne til kronikker og klummer ses:
- Asger Schnack
- Mikkel Bogh
- Fie Adamas
- Ann-Mari Max Hansen
- Majbritt Sandberg
- Niels Frid-Nielsen
- Torben Plank
- Lene Pia Madsen
- Hans Henrik Schwab
- Karen Grøn
- Niels Lyksted[1]
- Pernille Sørensen
- Flemming Bo Andersen
- Vivienne McKee
- Lars Dybdahl
- Jeanne Boel m.fl.

## Udgivelse
Tidsskriftet Kulturinformation udgives uden offentlig eller fondsstøtte og bringer de mest aktuelle indlæg fra internetportalen med samme navn.

## Redaktion
Ansvarshavende chefredaktør er Jesper Hillestrøm. Redaktionen er placeret centralt i København indre by på Valkendorfsgade, tæt ved Gråbrødretorv.